# École polytechnique fédérale de Zurich
Pour les articles homonymes, voir École polytechnique.

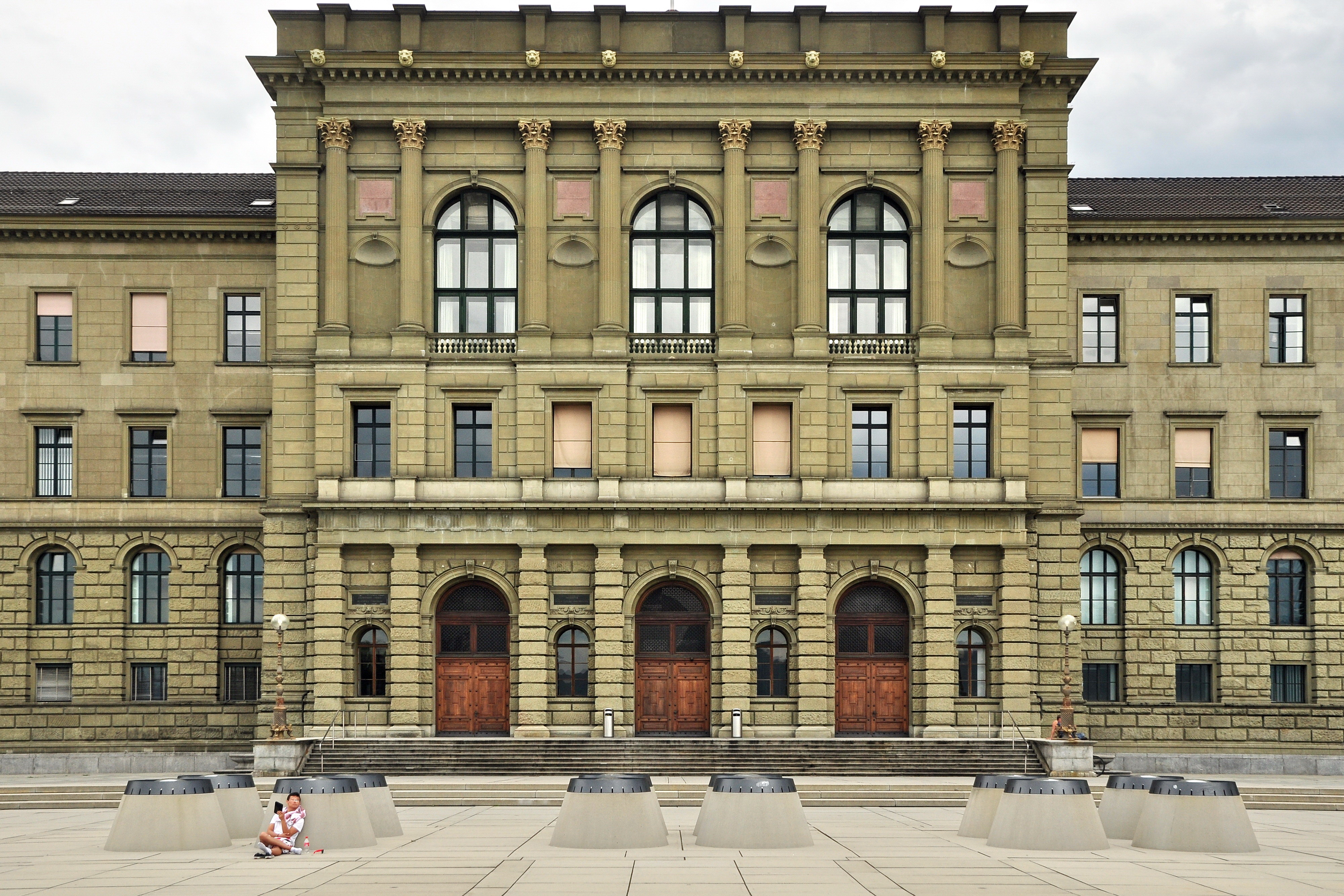
Bâtiment principal vu depuis la Polyterasse.

L'École polytechnique fédérale de Zurich (EPFZ ; en allemand : Eidgenössische Technische Hochschule Zürich, ETHZ) est une université technique située à Zurich, en Suisse. Elle est souvent surnommée « ETH » ou « Poly » d'après son nom original. Vingt lauréats du prix Nobel ont été professeurs ou ont étudié à l'ETH.

## Histoire
La décision de créer une école polytechnique suisse est prise par la Confédération en 1854 d'après le modèle de l'École polytechnique à Paris,. L'EPFZ est fondée en 1855 sous le nom d'Eidgenössische Polytechnische Schule et porte, dès 1911, le nom d'Eidgenössische Technische Hochschule (ETH). Elle comprend à l'origine six départements : architecture, génie civil, génie mécanique, chimie, sylviculture, ainsi qu'un département générique qui comprenait les mathématiques, les sciences naturelles, la littérature et les sciences sociales et politiques.
De 1905 à 1909 l'école se transforme en profondeur, sous la présidence de Jérôme Franel. Elle s'affranchit totalement de la tutelle de l'université de Zurich. Elle obtient en particulier dès 1908 le droit de décerner des doctorats, qu'elle délivre effectivement dès l'année 1909. En 1911 elle change de nom pour s'appeler Eidgenössische Technische Hochschule : École polytechnique fédérale, dénomination non ambiguë puisque l'EPUL, ancêtre de l'EPFL n'était à l'époque pas encore une école fédérale. En 1950, elle s'équipe d'un des premiers ordinateurs construits au monde, le Zuse 4.
Avec la nouvelle loi sur les universités de 1991, qui devient effective en 1993, l'EPFZ, l'EPFL et quatre instituts de recherche associés sont regroupés au sein du Domaine des Écoles polytechniques fédérales qui est administré par le conseil des écoles polytechniques.
Le 11 août 2008, la firme américaine Disney crée un laboratoire de recherche et développement avec l'université Carnegie-Mellon à Pittsburgh aux États-Unis nommé Disney Research. L'École polytechnique fédérale de Zurich participe à cette nouvelle entité dans le domaine du cinéma, de l'informatique appliquée à l'animation en image de synthèse et dans le domaine de la robotique.

## Départements
En 2012, l'EPFZ est constituée de 16 départements :
- D-ARCH : Architektur (architecture)
- D-BAUG : Bau, Umwelt und Geomatik (ingénierie de l'environnement et génie civil)
- D-BIOL : Biologie (biologie)
- D-BSSE : Biosysteme (systèmes biologiques) à Bâle
- D-CHAB : Chemie und Angewandte Biowissenschaften (chimie et biologie appliquée)
- D-EAPS : Erd- und Planetenwissenschaften (sciences de la Terre et Planétologie)
- D-GESS : Geistes-, Sozial- und Staatswissenschaften (humanités, sciences politiques et sociales)
- D-HEST : Gesundheitswissenschaften und Technologie (sciences et technologies de la santé)
- D-INFK : Informatik (informatique)
- D-ITET : Informationstechnologie und Elektrotechnik (technologies de l'information et électrotechnique)
- D-MATH : Mathematik (mathématiques)
- D-MATL : Materialwissenschaft (physique des matériaux)
- D-MAVT : Maschinenbau und Verfahrenstechnik (génie mécanique, génie des procédés)
- D-MTEC : Management, Technologie und Ökonomie (management, technologie et économie)
- D-PHYS : Physik (physique)
- D-USYS : Umweltsystemwissenschaften (sciences des systèmes de l'environnement)

## Implantations
L'EPFZ se situe sur deux campus distincts. Les bâtiments les plus anciens se trouvent dans le centre de Zurich, dans un quartier appelé ETH Zentrum (EPF Centre). Ils constituent le cœur historique de l'EPFZ avec en particulier son bâtiment principal avec sa coupole. L'EPFZ se situe aussi en partie sur la colline du Hönggerberg, en lisière de la ville. Un système de bus (gratuits pour les élèves et les professeurs) relie les deux campus.
En outre, le Département des biosystèmes de l'ETH Zurich, qui est associé à l'Université de Bâle, est basé à Bâle.

## Enseignements et recherches

### Formations
Son nom est lié à celui de 21 lauréats de prix Nobel, de Wilhelm K. Röntgen à Kurt Wüthrich, ou encore Albert Einstein. L'EPFZ rassemble environ 18 000 personnes venant de près de quatre-vingt-dix pays. Environ 30 % des membres de l'EPFZ sont des femmes. Elle compte 350 professeurs — dont 60 % viennent de l'étranger — et environ de 12 500 étudiants.

### Relations internationales

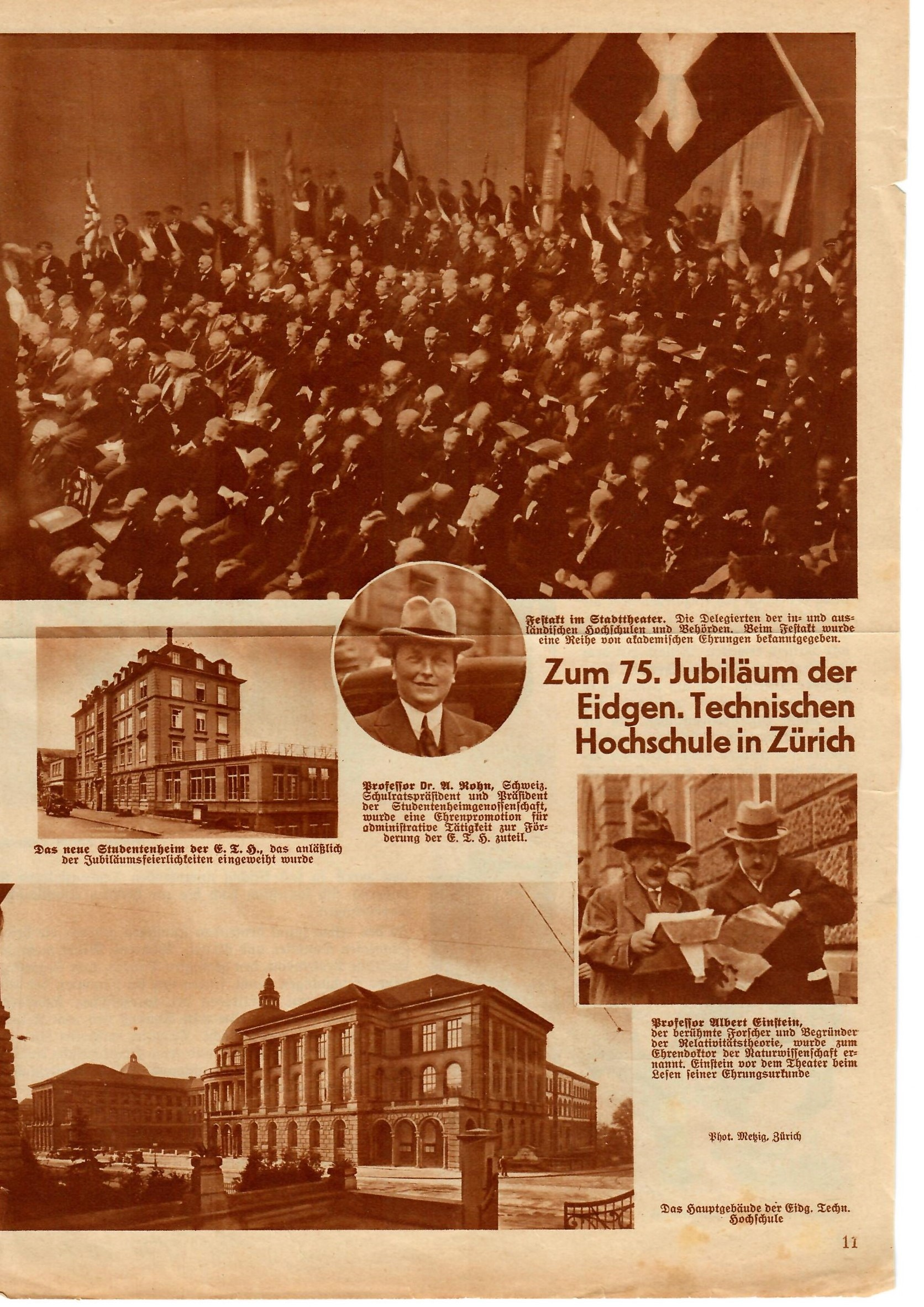
Un article de journal de 1930 dans la collection du musée juif de Suisse montre entre autres Albert Einstein au 75e anniversaire de l'EPF.

L'École polytechnique fédérale de Zurich entretient des partenariats avec plus d'une centaine d'universités réparties dans le monde comme l'université Harvard, l'université de Princeton, l'université de Californie à Berkeley, l'École polytechnique à Palaiseau, CentraleSupélec, AgroParisTech, l'université de Tokyo, l'École nationale de l'industrie minérale ou encore l'université nationale de Singapour. Les étudiants de l'École polytechnique ont l'occasion de partir en échange universitaire pendant leur troisième année de licence ou pendant leur maîtrise.

### Recherche
L'EPFZ d'une part s'adonne à la recherche fondamentale et d'autre part réalise des travaux ciblés sur des recherches de solutions directement applicables et de valeur durable. L'objectif consiste à acquérir de nouveaux enseignements sur les relations entre l'homme, la technique, la nature et les innovations technologiques qui créent de la plus-value. Avec sa recherche interdisciplinaire, l'EPFZ met l'accent sur un développement national et mondial durable. En 2007, environ 20 entreprises spinoffs ont été fondées. En 2007, le prix Marcel Benoist, l'un des principaux prix suisses de la recherche, a été décerné à Ari Helenius, professeur de biochimie à l'EPFZ. La remise du prix Nobel de la paix au Groupe d'experts intergouvernemental sur l'évolution du climat (GIEC) représentait aussi une distinction indirecte aux climatologues de l'EPFZ qui travaillent depuis des années au sein de cet organe.

## Personnalités liées à l'université

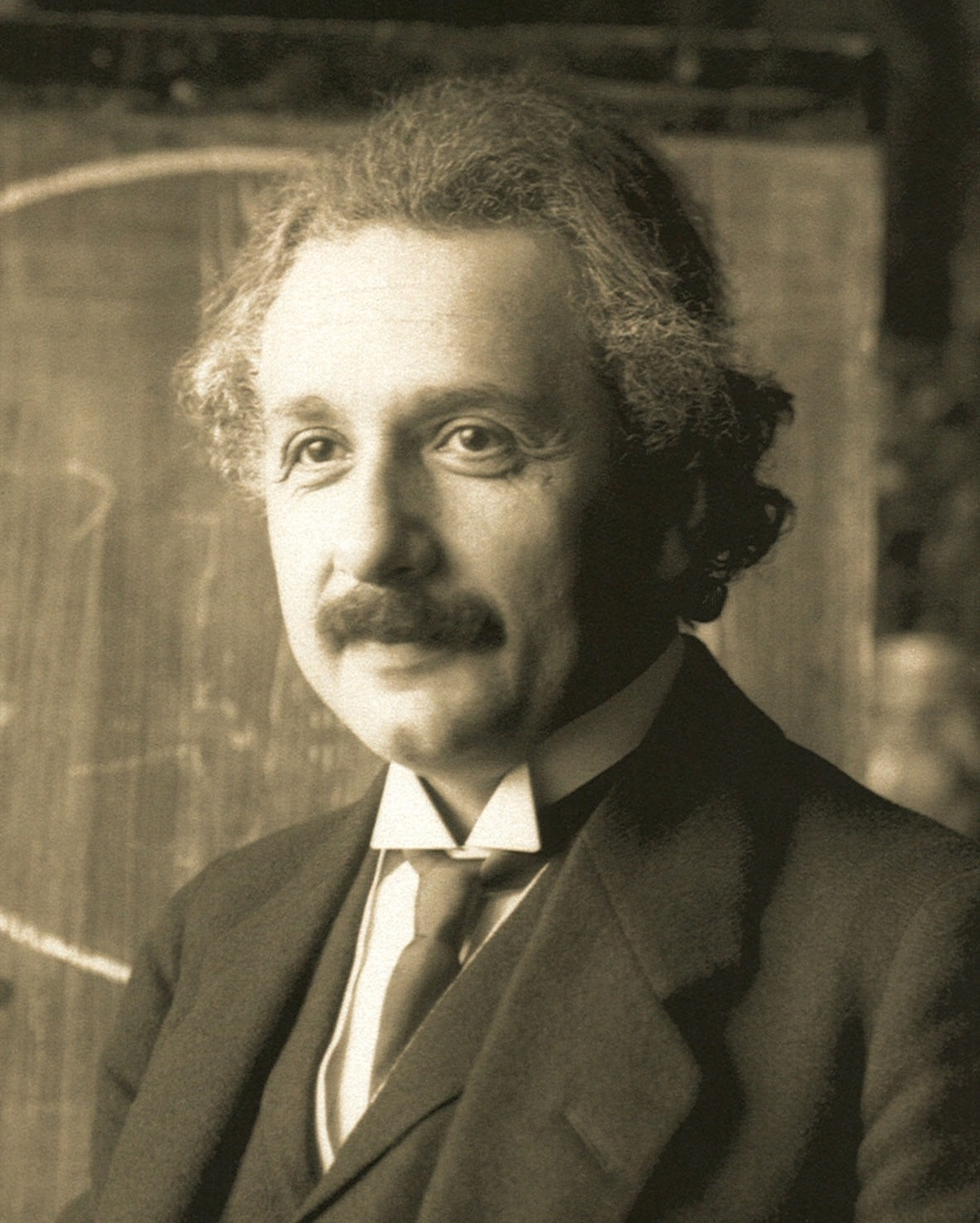
Albert Einstein en 1921.

L'EPFZ a nommé des professeurs et accueilli des élèves qui ont marqué l'histoire des sciences :

### Enseignants
- Komaravolu Chandrasekharan, mathématicien.
- Karl Culmann, spécialiste du calcul des structures et promoteur de la statique graphique.
- Richard Dedekind, mathématicien.
- Jérôme Franel, mathématicien.
- Ursula Keller, physicienne.
- Adolf Hurwitz, mathématicien.
- Heinz Hopf, mathématicien.
- Hermann Minkowski, mathématicien.
- Rolf Nevanlinna, mathématicien.
- Michel Plancherel, mathématicien.
- George Pólya, mathématicien.
- Gesine Weinmiller, architecte.
- Pierre Weiss, physicien.
- Hermann Weyl, mathématicien et physicien.

### Étudiants
- Marie Baum (1874-1964), spécialiste allemande des sciences sociales
- Wernher Von Braun, pionnier de l'astronautique.
- Georges Braunschweig, cofondateur de Portescap et fondateur du Club 44.
- Philippe Braunschweig, Directeur de Portescap et fondateur du BBL.
- Santiago Calatrava Valls, architecte-ingénieur.
- Georg Cantor, mathématicien.
- Georges Claraz, botaniste, naturaliste, explorateur, découvre la Patagonie du Nord en 1865.
- Wassim Dhaouadi, ingénieur tunisien en génie mécanique.
- Albert Einstein, physicien.
- Øystein Fischer, physicien, spécialiste de la supraconductivité.
- Sinéad Griffin, physicienne.
- Pema Gyamtsho, ministre de l'Agriculture et des Forêts du gouvernement démocratique du Bhoutan.
- François Hemmer, directeur de la Haute École d'ingénierie et d'architecture de Fribourg de 1980 à 2002.
- Max Hetzel, physicien, inventeur des montres électriques à diapason.
- Alfred Ilg, ingénieur, Ministre d'État de l'Abyssinie (1897-1907)
- Maurice Koechlin, ingénieur concepteur de la tour Eiffel.
- Richard Kuhn, biochimiste.
- Matthias Lütolf, ingénieur biomédical
- Max Maag, mécanicien, fondateur des entreprises Maag.
- Antonio Madinaveitia, chimiste.
- Ludovica Molo, architecte et professeure universitaire suisse.
- John von Neumann, mathématicien, physicien, chimiste et père de l'informatique moderne.
- Flora Ruchat-Roncati, architecte suisse (1937-2012)
- Alfred Stucky, professeur et premier président de l'EPUL, ancêtre de l'EPFL.
- Luc Edouard Tissot, ingénieur mécanicien, fondateur de Tissot synthetics, Precimed, Medos, TMR.
- Paul Edouard Tissot, ingénieur électricien et banquier suisse, acteur de l'électrification des Chemins de fer fédéraux suisses.

### Prix Nobel
- 1901 : Wilhelm Conrad Röntgen (physique) — étudia à l'EPFZ.
- 1913 : Alfred Werner (chimie) — professeur à l'EPFZ.
- 1915 : Richard Willstätter (chimie) — professeur à l'EPFZ.
- 1918 : Fritz Haber (chimie) — étudia à l'EPFZ.
- 1920 : Charles Edouard Guillaume (physique) — étudia à l'EPFZ.
- 1921 : Albert Einstein (physique) — étudia à l'EPFZ et y enseigna.
- 1936 : Peter Debye (chimie) — professeur à l'EPFZ.
- 1938 : Richard Kuhn (chimie) — professeur à l'EPFZ de 1926 à 1929.
- 1939 : Leopold Ruzicka (chimie) — professeur à l'EPFZ.
- 1943 : Otto Stern (physique) — maître de conférences à l'EPFZ (1914).
- 1945 : Wolfgang Pauli (physique) — professeur à l'EPFZ.
- 1950 : Tadeusz Reichstein (médecine) — étudia à l'EPFZ.
- 1952 : Felix Bloch (physique) — étudia à l'EPFZ.
- 1953 : Hermann Staudinger (chimie) — enseignant à l'EPFZ de 1912 à 1926.
- 1975 : Vladimir Prelog (chimie) — professeur à l'EPFZ.
- 1978 : Werner Arber (médecine) — étudia à l'EPFZ.
- 1986 : Heinrich Rohrer (physique) — avec Gerd Binnig; Rohrer étudia à l'EPFZ.
- 1987 : Georg Bednorz et Karl Alexander Müller (physique) — tous deux ont étudié à l'EPFZ.
- 1991 : Richard Ernst (chimie) — professeur à l'EPFZ.
- 2002 : Kurt Wüthrich (chimie) — professeur à l'EPFZ.
- 2019 : Didier Queloz (physique) — professeur à l'EPFZ (directeur du Center for the Origin and Prevalence of Life ou Centre pour l'Origine et la Prévalence de la Vie).

Le prix Turing de l'Association for Computing Machinery, considéré comme l'équivalent du Nobel en informatique, a été attribué à Niklaus Wirth en 1984, professeur à l'ETHZ.

## Instituts associés
- Centre suisse de calcul scientifique
- Institut suisse de bioinformatique

## Classements
Pour sa part, le mensuel Times Higher Education classe l'EPFZ à la 10e position (4e européenne) de son classement 2018 des meilleures universités mondiales, 9e mondiale dans les domaines de l'ingénierie et de la technologie ainsi que 8e en Sciences de base.
Par ailleurs, le classement mondial des universités QS 2018 classe l'école à la 10e position mondiale (3e européenne), 4e dans les domaines de l'ingénierie et de la technologie et 7e dans le domaine des Sciences de base.
L'établissement est en 2016-2017 en 19e position mondiale d'après le classement de Shanghai, présentée comme la 9e université mondiale par ce même classement dans le domaine des Sciences Naturelles, ainsi que 11e dans les domaines de l’ingénierie et de la technologie.